# Maleševci (Ugljevik, BiH)
Maleševci je naseljeno mjesto u sastavu općine Ugljevik, Republika Srpska, BiH.
Maleševci su relativno malo selo u sastavu opštine Ugljevik, na lijevoj obali rječice Janje, a na magistralnom putu Bijeljina – Tuzla. Graniči se s Bogutovim selom, Tobutom, Puškovcem, Tutnjevcem i Gornjim Zabrđem. Zaseoci su Žabari, Gornja Mahala i Potočari. 
Brežuljkasto zemljište s pitomim voćnjacima, ispresijecano većim i manjim potocima uzdiže se prema pošumljenim visovima Majevice, od kojih dominira Udrigovo, na čijoj najvišoj koti posljednjih desetljeća niču antenski stupovi državne televizijske stanice i lokalnih televizijskih stanica.
Ne postoje pisani tragovi o nastanku imena sela, a razna usmena predanja o vezi sa srednjevijekovnim plemenom Maleševci koje potiče iz istočne Hercegovine nisu utemeljena, kao što se ni legenda o tom plemenu ne može znanstveno dokazati. Postoje i usmene priče o braći Bogutu i Malešu, koji su bježeći od turskog progona, doselili iz istočne Hercegovine i jedan je krčio šumu i nastanio se na prostoru današnjeg Bogutova sela, a drugi na prostoru današnjih Maleševaca.
Crkva u Maleševcima je izgrađena 2022. godine i nekada je pripadalo parohiji u Tutnjevcu, a sada Gornjem Zabrđu. Stara zgrada osnovne škole izgrađena je od klesanog kamena, nakon drugog svjetskog rata, a nova četvororazredna škola početkom ovog stoljeća.

## Stanovništvo
Prema popisu stanovništva iz 1991. godine, Maleševci su imali ukupno 602 stanovnika, od čega 593 Srba, 1 Hrvat, 1 Jugosloven i 7 se izjasnilo kao ostali ili neopredeljeni. (Izvor podataka: Statistički bilten br. 234, izdanje Državnog zavoda za statistiku Republike Bosne i Hercegovine, Sarajevo 1991.god).
Prezimena koja se nalaze u Maleševcima su Vasilići, Dragići, Đokići, Zarići, Jevtići, Jovići, Krsmanovići, Lazići, Maksimovići, Milutinovići, Mirkovići, Mitrovići, Nikolići, Perići, Petrovići, Popovići, Radovanovići, Rikići, Savići, (Ružičići i Kutlačići nisu u matičnim knjigama), Sedlarevići i Trifkovići.
| Maleševci          |              |
| godina popisa      | 1991.        |
| Srbi               | 593 (98,50%) |
| Muslimani          | 0            |
| Hrvati             | 1 (0,17%)    |
| Jugoslaveni        | 1 (0,17%)    |
| ostali i nepoznato | 7 (1,16%)    |
| ukupno             | 602          |